# Venäläissaari (ö i Kajanaland, Kehys-Kainuu, lat 64,81, long 27,66)
Venäläissaari är en ö i Finland. Den ligger i sjön Vihajärvi och i kommunen Puolango i den ekonomiska regionen  Kehys-Kainuu  och landskapet Kajanaland, i den centrala delen av landet, 500 km norr om huvudstaden Helsingfors. Öns area är 0,2 hektar och dess största längd är 60 meter i sydöst-nordvästlig riktning.